# Höwenegg
Le Höwenegg est un complexe volcanique d'Allemagne situé à trois kilomètres au sud d’Immendingen, dans l’arrondissement de Tuttlingen. L'altitude de ce dôme basaltique, autrefois de 812 mètres, n'est plus que 798 mètres depuis la destruction des châteaux forts et du sommet de la colline pour l'exploitation d'une carrière. C'est un des volcans les plus septentrionaux du massif de l’Hegau,.

## Géographie
Du basalte a longtemps été extrait des carrières de l’Höwenegg et du Hohenstoffeln pour paver les routes, creusant largement l'adret du volcan. De cette exploitation, qui n'a pris fin qu'en 1979 et qui a vu les anciens châteaux forts et le sommet de la colline être détruits, est né un cratère d'un diamètre de 85 mètres qui, par l'action des pluies et le caractère imperméable de la roche, a été rempli par un lac. 

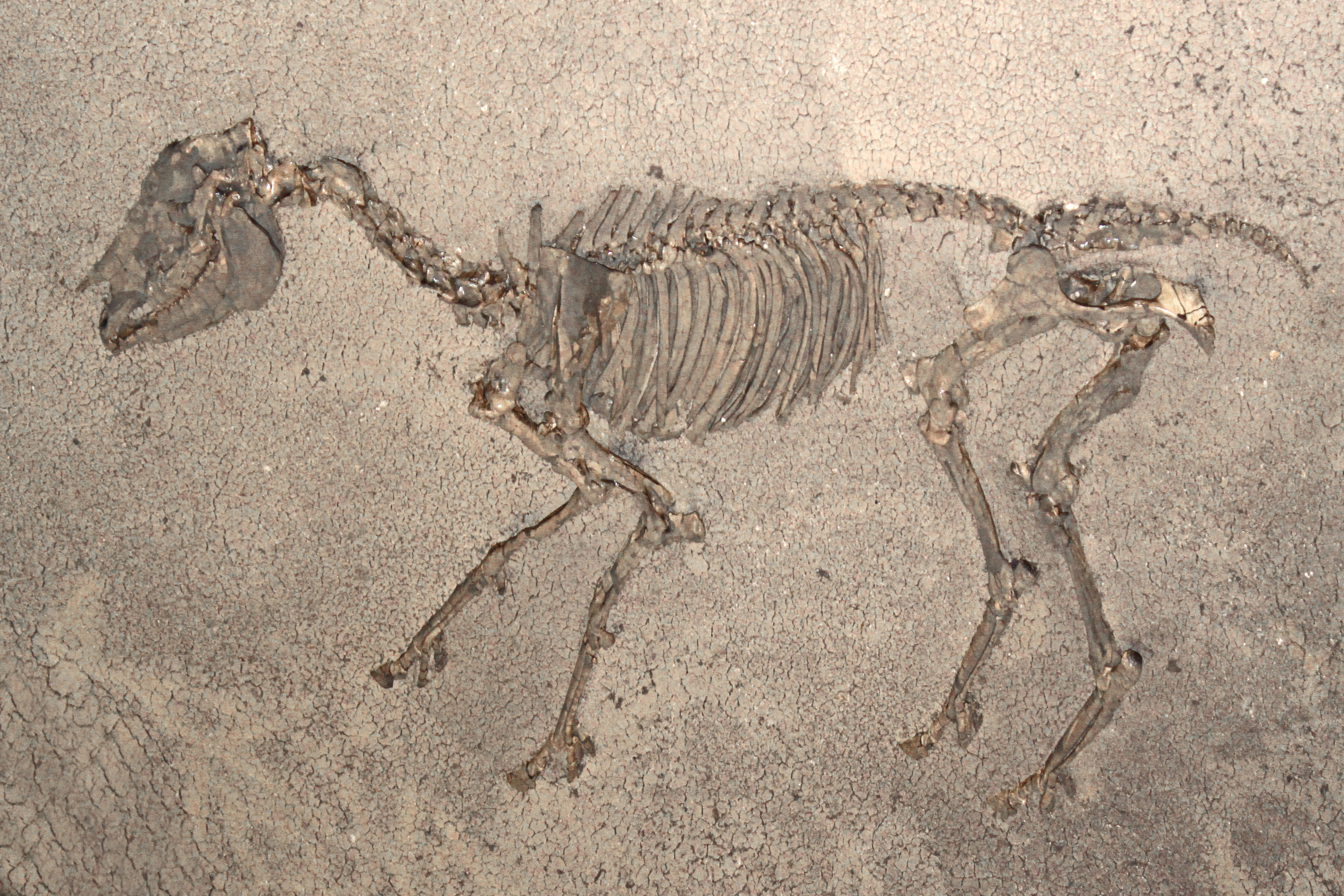
Squelette du spécimen Hipparion primigenius découvert sur le site du Höwenegg.

Les affleurements rocheux, riches en fossiles du Tertiaire, sont bien visibles dans la carrière et témoignent de l’origine volcanique de la montagne. Dans les années 1930, la construction d'une station d'exhaure a donné lieu à la découverte des premiers fossiles. Entre 1950 et 1963, les archéologues, par des campagnes annuelles sur le Höwenegg, ont finalement mis au jour le premier squelette de l’Hipparion, équidé perissodactyle ancêtre du cheval.

## Histoire
Au sommet du Höwenegg se dressait autrefois le château d’Hewenegg (aussi appelé Junghewen ou Hauptburg) et sur un sommet voisin, à une altitude de 798 mètres, une tour d'observation en ruines (appelée Burgstall ou Kleine Burg). Le château et sa tour ont été édifiés vers 1100 et ils sont évoqués dans un diplôme de 1291. Ses propriétaires étaient les seigneurs de Hewen puis, à partir de 1404, les comtes de Lupfen-Stühlingen. En 1639, ce château a été détruit et a ensuite servi de carrière de pierres, avant que l'abandon de l'exploitation et l'arrêt de l'exhaure ne transforme le site du château en un lac.
La tour d'observation fut abandonnée au XVe siècle et dès lors tomba en ruines. Exploitée comme carrière au début du XXe siècle, il n'en subsiste que quelques pans de muraille.
Depuis 1983, le Höwenegg est une zone naturelle protégée.